# Valerie Bradford
Valerie Bradford é uma política canadiana que foi eleita para representar a círculo de Kitchener South—Hespeler na Câmara dos Comuns do Canadá nas eleições federais canadianas de 2021.
Antes da sua eleição Bradford era uma profissional de desenvolvimento económico.